# 斯氏高原鳅
斯氏高原鳅（学名：Triplophysa stolickai）为鳅科高原鳅属的鱼类，俗名中亚条鳅、背斑条鳅、高原条鳅、球肠条鳅。分布于克什米尔、巴基斯坦、阿富汗、伊郎东部以及俄罗斯与新疆毗连地区以及青藏高原及其毗连地区、喜马拉雅山的南坡、妈青海、新疆、四川西部、甘肃、宁夏和内蒙古等地、长江上游干流和雅砻江、大渡河、青衣江、岷江、陵江以及黄河上游的白河和黑河等，體長可達16.2公分，一般栖息于江河湖泊以及温泉等。该物种的模式产地在措姆瑞利湖。

## 扩展阅读
維基物種上的相關：斯氏高原鳅
- 黄河土著鱼类列表